# Phrynocephalus parvulus
Phrynocephalus parvulus är en ödleart som beskrevs av  Tzarevsky 1927. Phrynocephalus parvulus ingår i släktet Phrynocephalus och familjen agamer. Inga underarter finns listade i Catalogue of Life.